# John Ngugi Kamau
John Ngugi Kamau (10 de maig, 1962 a Nyahururu, districte de Laikipia) fou un atleta kenyà de 5000 metres i camp a través.
Els primers èxits internacionals de John Ngugi arribaren al Campionat del Món de camp a través, on assolí el brillant rècord de quatre títols consecutius entre 1986 i 1989 i cinc en total. Posteriorment es traslladà a la pista, però malgrat guanyar la seva sèrie de 5.000 metres al Campionat del Món d'atletisme de 1987 a Roma, només fou dotzè a la final. En canvi, guanyà la medalla d'or als Jocs Panafricans del mateix any.
El seu gran moment arribà als Jocs Olímpics d'Estiu de 1988 a Seül on guanya la medalla d'or amb 20 metres de distància respecte al segon. Als Jocs de la Commonwealth de 1990 a Auckland, Nova Zelanda, Ngugi fou segon darrere de l'australià Andrew Lloyd. El 1992 guanyà el seu darrer títol de cros (cinquè de la seva carrera), en la que fou la seva darrera aparició en una gran competició internacional.